# Інститут Роберта Шумана

Логотип Інституту Роберта Шумана

«Об’єднання Інституту Роберта Шумана за Розвиток Демократії у Центральній та Східній Європі» (англ. The Union of the Robert Schuman Institute for Developing Democracy in Central and Eastern Europe) або Інститут Роберта Шумана (англ. Robert Schuman Institute (RSI)) — навчальний заклад Європейського рівня політичної сім'ї Європейської народної партії, що знаходиться в Будапешті (Угорщина). Інститут був названий на честь відомого французького Християнсько-демократичного політика Роберта Шумана, який після другої світової війни, як Прем’єр-міністр і міністр закордонних справ Франції і пізніше як Президент Європейського Парламенту, боровся за об’єднання Європи в мирі і свободі. Його вважають одним з «батьків» Європейської інтеграції. 
Інститут було засновано у 1995 році Європейським Союзом Християнських Демократів, Фундацією Роберта Шумана у Люксембурзі, Фундацією Європейських Досліджень, Європейською Народною Партією та національними партіями і організаціями як заміна «Християнсько-Демократичної Академії Центральної та Східної Європи». Члени союзу RSI є політичними партіями, організаціями та фондами, основною діяльністю яких є політична та громадянська освіта.
Основними завданнями інституту є:
- Просування ідеї Об’єднаної Європи;
- Підтримка і заохочення процесів демократичних змін в країнах Центральної, Східної та Південно-Східної Європи на основі Європейських Християнсько-Демократичних цінностях;
- Сприяння розвитку громадянського суспільства в країнах Центральної, Східної та Південно-Східної Європи;
- Полегшення обміном інформації і контактами між Європейським Союзом, країнами що приєднуються та такими, що не є членами Європейського Союзу;
- Допомога в підготовці правлячих або опозиційних партій-партнерів в країнах Центральної, Східної та Південно-Східної Європи до їх політичної діяльності;
- Створення і діяльність центру документації для обслуговування ефективнішого обміну інформації серед різних організацій в середині родини Європейської Народної Партії.

Демократичний альянс став єдиною національною молодіжною організацією в Європі та єдиним представником України, що має членство в Інституті Роберта Шумана (Robert Schuman Institute).